# Lichty
Lichty [pronunciación en polaco: /ˈlixtɨ/] es un pueblo en el distrito administrativo de Gmina Czemierniki, dentro del Distrito de Radzyń Podlaski, Voivodato de Lublin, en el este de Polonia. Se encuentra aproximadamente 5 kilómetros al norte de Czemierniki, 8 kilómetros al sur de Radzyń Podlaski, y 53 kilómetros al norte de la capital regional, Lublin.